# Eunice violaceomaculata
Eunice violaceomaculata är en ringmaskart som beskrevs av Ehlers 1887. Eunice violaceomaculata ingår i släktet Eunice och familjen Eunicidae. Inga underarter finns listade i Catalogue of Life.